# Hipoterapia

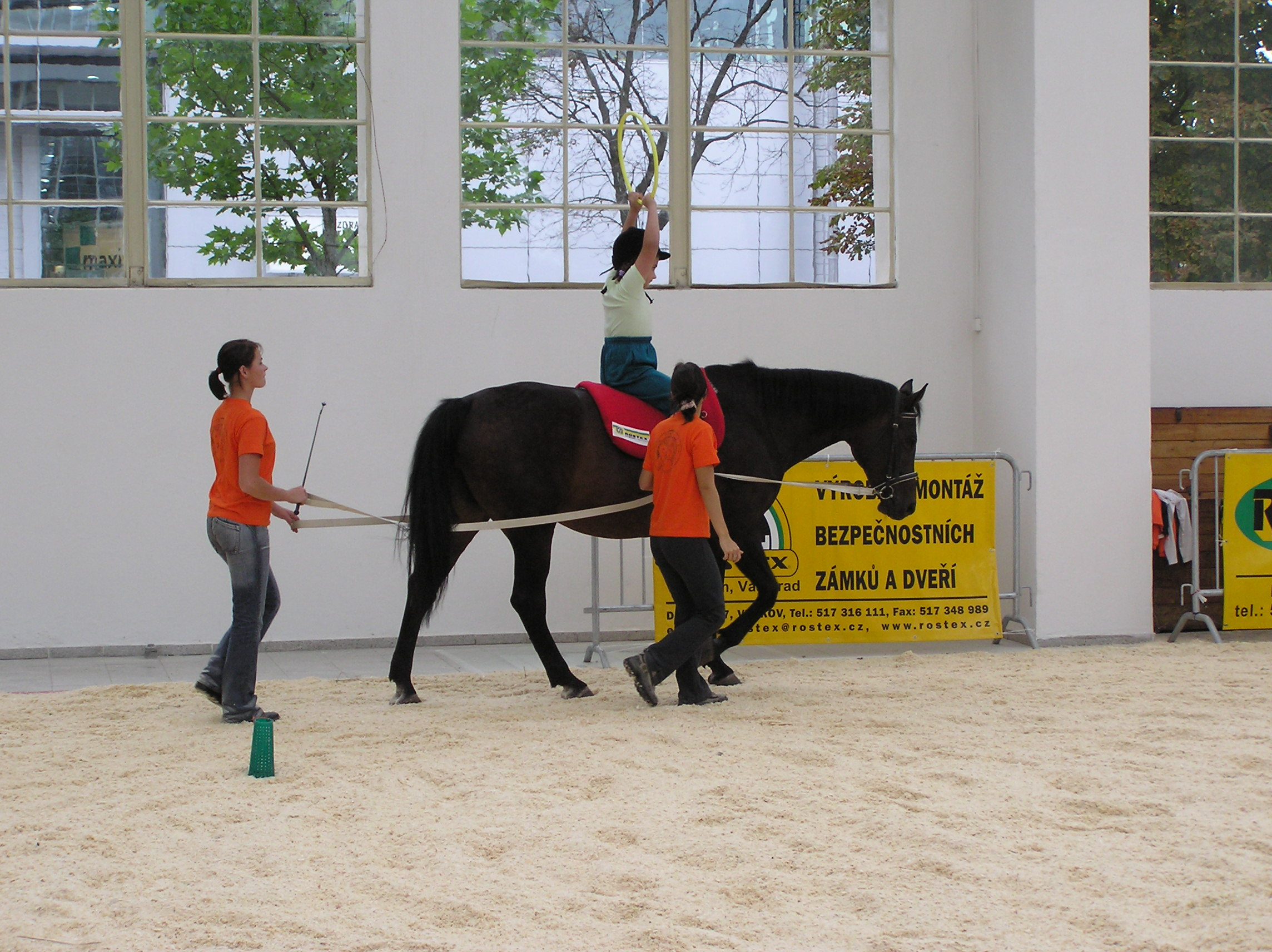
Hipoterapia na lonży

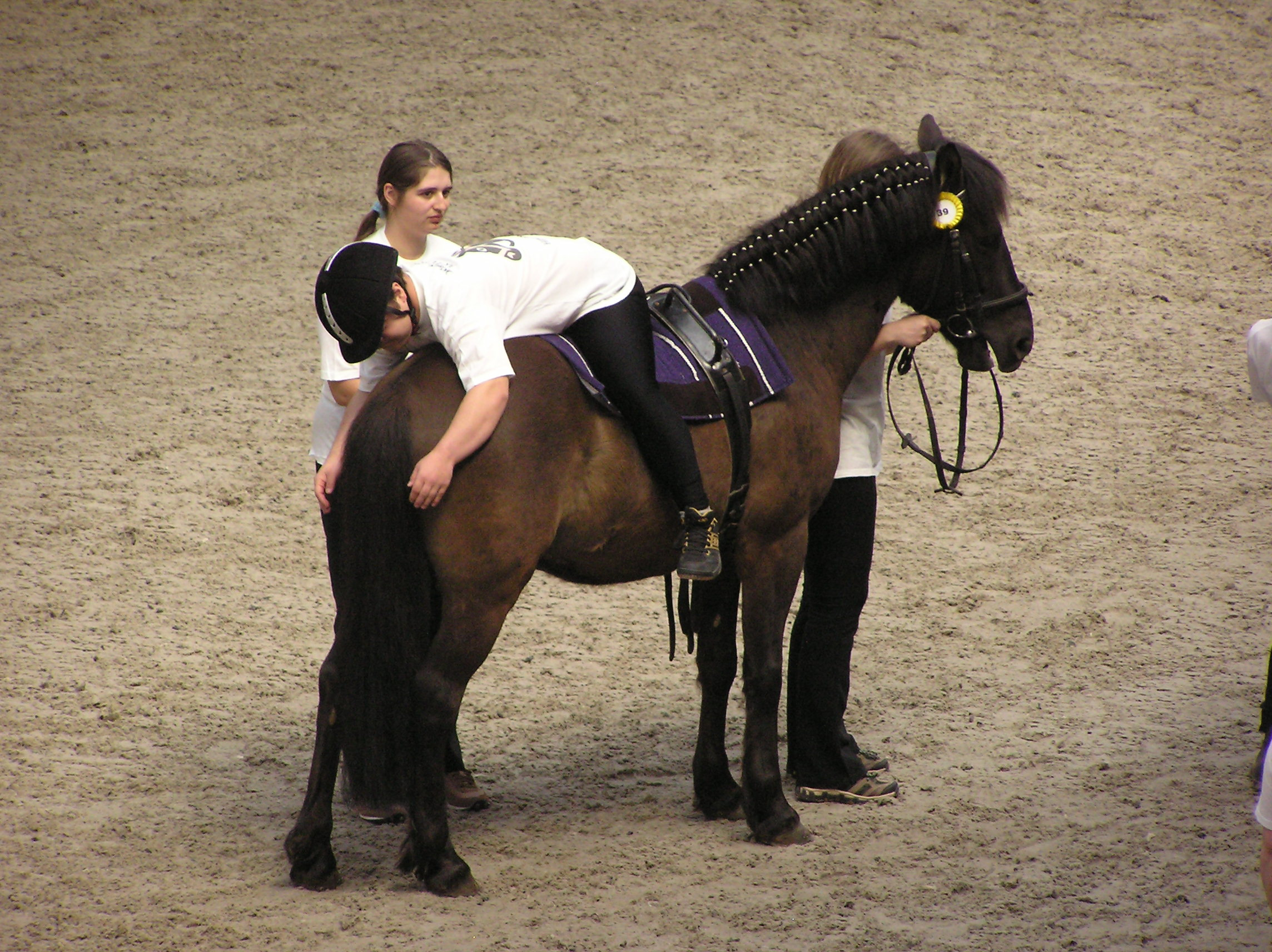
Hipoterapia

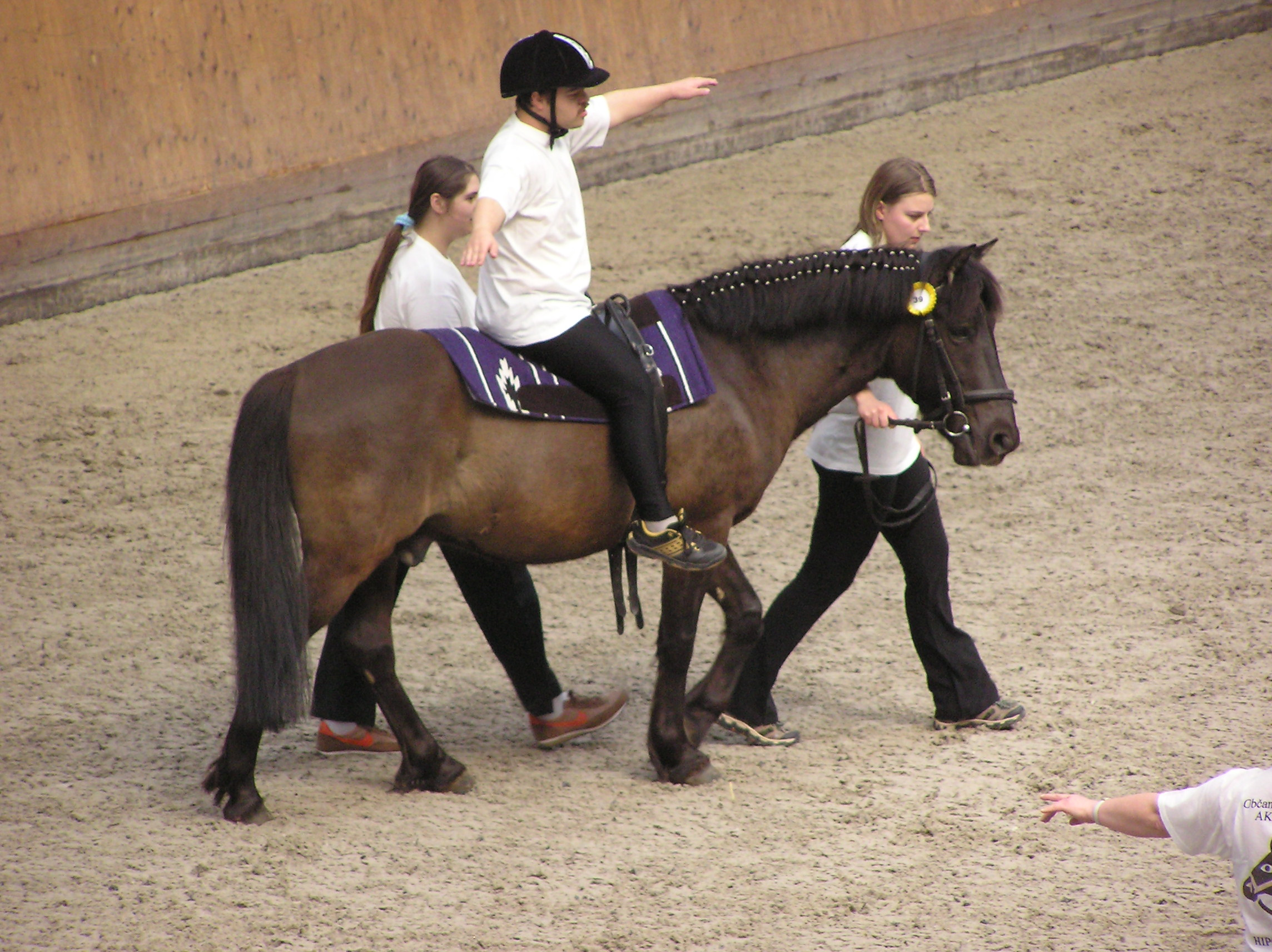
Hipoterapia – oprowadzanie

Hipoterapia (od gr. ἵππος hippos „koń”, θεραπεία therapeía „terapia”) – metoda rehabilitacji ruchowej na bazie neurofizjologii, prowadzona przy udziale konia. Jest jedną z wielu form rehabilitacji wieloprofilowej (psycho-ruchowej), oddziałującej jednocześnie psycho-motorycznie, psychoruchowo, sensorycznie, psychicznie i społecznie. Stosowana jest w różnym wieku zarówno u dzieci jak u młodzieży czy dorosłych.
Terapia niepełnosprawnych z zastosowaniem metody hipoterapii obejmuje głównie osoby niepełnosprawne psychoruchowo, sensorycznie i umysłowo. Dobroczynne dla zdrowia fizycznego skutki kontaktu z koniem znane były już w starożytności; jako metoda leczenia pojawiły się ponownie w nowoczesnej medycynie konwencjonalnej w latach 50.–60. XX w., zwłaszcza w neurologii, ortopedii i psychiatrii.

## Podstawowe zasady
Hipoterapia jest ściśle powiązana z innymi metodami rehabilitacyjnymi i terapeutycznymi i w pełni korzysta z ich dorobku naukowego.

## Cel hipoterapii
Celem terapii z koniem (z elementami jazdy konnej) jest przywrócenie pacjentom sprawności fizycznej i psychicznej w możliwym do osiągnięcia zakresie. Hipoterapia stanowi jeden z elementów rehabilitacji leczniczej i jako taka jest prowadzona przez specjalistę, na zlecenie i pod kontrolą lekarza. Hipoterapeuta pełni rolę asekurującą, zapewniając bezpieczeństwo oraz rolę przewodnika w kontakcie ze zwierzęciem.

## Dobór konia
Konie stosowane w hipoterapii dobiera się starannie pod kątem pożądanych cech (przede wszystkim cech charakteru). Muszą one być m.in.: łagodne, posłuszne, o odpowiedniej budowie i wieku. Jedną z najpopularniejszych ras koni stosowanych w Polsce do hipoterapii są konie huculskie. Ponadto, koń powinien być dobrany do jeźdźca, do jego wzrostu i potrzeb rehabilitacyjnych. Czasami do hipoterapii wlicza się terapię na ośle, zwaną onoterapią.

## Formy hipoterapii
Można wyróżnić kilka form hipoterapii:
- Terapia ruchem konia – polega na biernym poddawaniu pacjenta ruchom konia,
- Fizjoterapia na koniu – jest to gimnastyka lecznicza na koniu, polega na wykonywaniu przez pacjenta ćwiczeń na koniu,
- Psychopedagogiczna jazda konna i woltyżerka – wskazana dla osób z problemami emocjonalnymi, psychicznymi oraz z upośledzeniem umysłowym. Terapia odbywa się zgodnie z zaleceniami psychologa, psychoterapeuty. Obejmuje zajęcia zarówno na koniu, jak i przy koniu,
- Terapia kontaktem z koniem – najważniejsza w tej formie terapii jest więź emocjonalna pacjenta z koniem. Stosowana jest głównie u osób z zaburzeniami psychicznymi i emocjonalnymi, a także w przypadku występowania przeciwwskazań do jazdy konnej[6].

## Działanie hipoterapii
- korygowanie postawy ciała;
- regulacja napięcia mięśniowego;
- kontakt z przyrodą, działanie motywacyjne;
- doskonalenie równowagi, koordynacji, orientacji w przestrzeni, schematu własnego ciała, poczucia rytmu;
- stymulacja i normalizacja czucia powierzchniowego;
- zwiększenie poczucia własnej wartości, zmniejszenie zaburzeń emocjonalnych;
- rozwijanie pozytywnych kontaktów społecznych[7];
- pobudzenie zmysłów;
- wzmocnienie odporności;
- zwiększenie wydolności organizmu;
- kształtowanie poczucia własnej odrębności[8];
- zwiększenie możliwości koncentracji uwagi;
- rozwijanie samodzielności;
- zwiększenie możliwości lokomocyjnych[9].

### Przekazywanie wzorca chodu
Przekazywanie wzorca chodu jest najbardziej unikatowym celem hipoterapii. Taki sposób prowadzenia hipoterapii jest wskazany najbardziej dla dzieci i młodzieży chodzących samodzielnie w nieprawidłowym wzorcu, uczących się chodzić oraz siedzących samodzielnie, ale niestabilnie.

### Autyzm
Inną szczególną cechą hipoterapii są możliwości pracy z dziećmi autystycznymi, ponieważ, jak zauważył Monty Roberts, osoby autystyczne i konie wykazują wiele podobieństw w postrzeganiu, reagowaniu i porozumiewaniu się.